# Josef Frenken

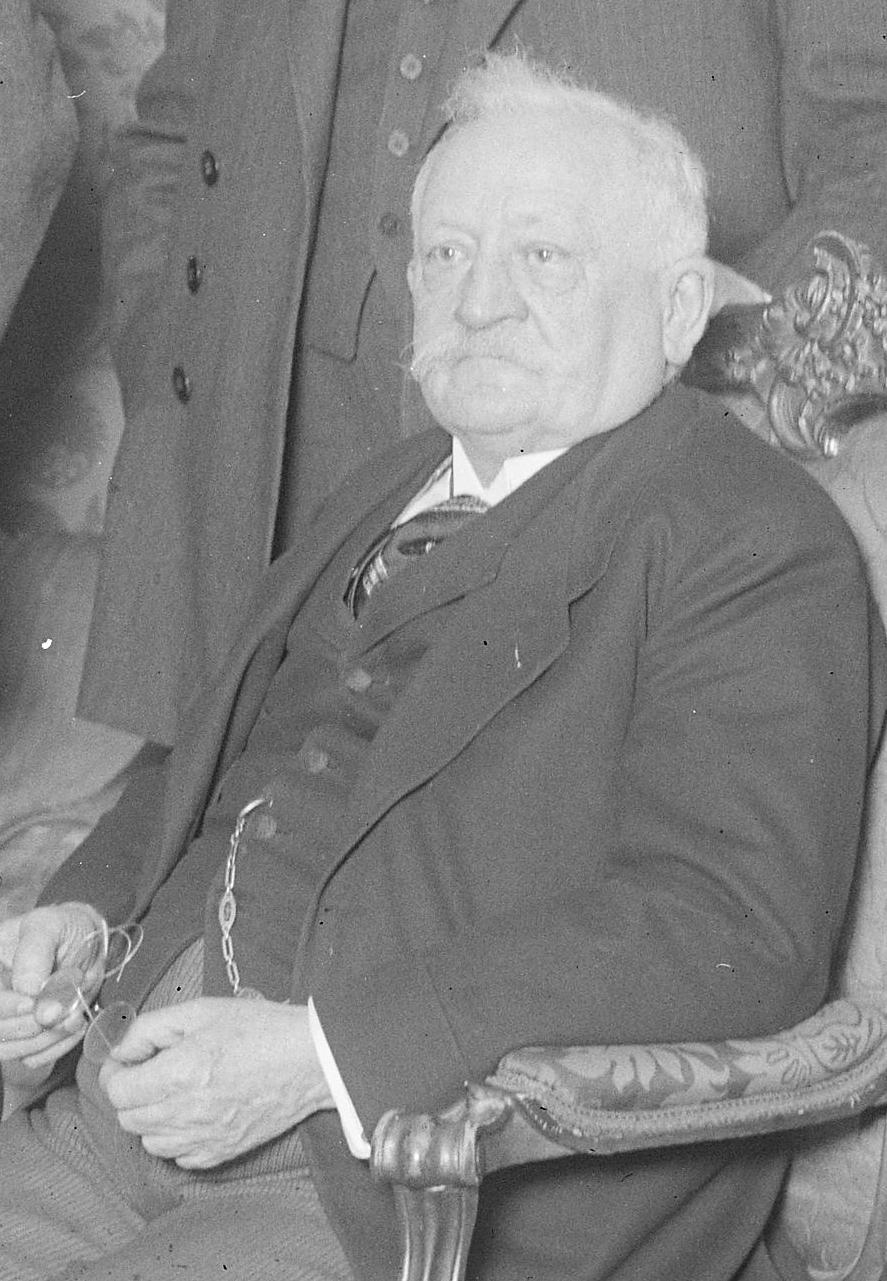
Josef Frenken (1925)

Lambert Josef Alois Frenken, auch Joseph (* 27. September 1854 in Löcken; † 10. September 1943 in Köln) war ein deutscher Jurist, Verwaltungsbeamter und Politiker (Zentrum). Im Jahr 1925 war er für einige Monate Reichsjustizminister.

## Leben und Beruf
Frenken wurde als Sohn eines Kreisphysikus und Sanitätsrates geboren. Nach dem Abitur am Gymnasium nahm er ein Studium der Rechts- und Staatswissenschaften an den Universitäten in Marburg, Göttingen und Bonn auf, das er 1878 mit dem ersten juristischen Staatsexamen sowie mit der Promotion zum Dr. jur. beendete. Anschließend trat er als Gerichtsreferendar in den preußischen Justizdienst ein. Er bestand 1883 das zweite juristische Staatsexamen, war dann Gerichtsassessor und arbeitete seit 1889 als Staatsanwalt in Köln. Später war er als Oberlandesgerichtsrat in Celle tätig.
Frenken wurde 1900 als Geheimer Justizrat und Vortragender Rat ins preußische Justizministerium berufen, erhielt 1904 die Ernennung zum Geheimen Oberjustizrat und war seit 1913 als Ministerialdirektor mit Charakter als Wirklicher Geheimer Oberjustizrat Leiter der dortigen Abteilung für Strafsachen und Gefängniswesen. Von 1916 bis 1922 war er Präsident des Oberlandesgerichtes Köln. Nach seinem Eintritt in den Ruhestand fungierte er von November 1921 bis zu seinem Tode als neunter Präsident des Zentral-Dombau-Vereins zu Köln.
Frenken war seit 1896 mit Maria Eleonore von Meer verheiratet, mit der er sieben Kinder hatte. Der Rechtswissenschaftler und Notar Günther Krauss war sein Enkel.

## Öffentliche Ämter
Frenken amtierte von 1914 bis 1916 als Unterstaatssekretär im Ministerium für Elsaß-Lothringen. Am 16. Januar 1925 wurde er als Reichsjustizminister in die von Reichskanzler Hans Luther geführte Regierung berufen. Gleichzeitig übernahm er die kommissarische Leitung des Reichsministeriums für die besetzten Gebiete. Aufgrund seiner ablehnenden Haltung zu den Locarno-Verträgen gab er am 21. November 1925 seinen Rücktritt bekannt und schied aus der Reichsregierung aus.